# Assa (płazy)
Assa – rodzaj płazów bezogonowych z rodziny żółwinkowatych (Myobatrachidae).

## Zasięg występowania
Rodzaj obejmuje gatunki występujące endemicznie w Queenslandzie i Nowej Południowej Walii w Australii.

## Systematyka

### Etymologia
Assa: łac. assa „niańka”.

### Podział systematyczny
Do rodzaju należą następujące gatunki:
- Assa darlingtoni (Loveridge, 1933)
- Assa wollumbin Mahony, Hines, Mahony, Moses, Catalano, Myers & Donnellan, 2021